# Битва при Нанси (картина)
«Битва при Нанси» — картина французского художника Эжена Делакруа, написанная в 1831 году, на которой изображена битва при Нанси, произошедшая 5 января 1477 года, и смерть бургундского герцога Карла Смелого. Находится в коллекции Музея изобразительного искусства в Нанси (Франция).

## История создания
Картина была заказана королём Франции Карлом X после его визита в Нанси в 1828 году и стала первой работой, заказанной у Эжена Делакруа. Королевское общество наук, литературы и искусства Нанси предложило три темы: собственно битву (выбранную художником), победу Лотарингии над Бургундией и обнаружение тела Карла Смелого.
Делакруа не поехал в Нанси: он подготовил свою картину с помощью многочисленных подготовительных рисунков на средневековом оружии и костюмах, топографических исследованиях, предоставленных бароном Швиттером, и литературных произведений, таких как «Карл Смелый» Вальтера Скотта.

## Описание
На переднем плане слева мы видим герцога Бургундского Карла Смелого, чьё лицо выражает страх перед копьём, которое направлено на него. В центре полотна рыцарь Боземон твёрдо держит копье и направляет его на герцога Бургундского. Справа на картине герцог Лотарингии Рене II сидит на своей лошади и наблюдает, как рыцарь убивает врага. Центр картины не является ключевой частью исторической сцены. Мы видим лежащие там трупы и умирающих лошадей.
Картинка в целом довольно мрачная. Используемые цвета имеют прямое отношение к этому: большинства из них холодные. Мы замечаем некоторые оттенки цветов, например, у коня рыцаря, сидящего рядом с Рене II. Этот рыцарь, историческое значение которого кажется минимальным, тем не менее освещает левую часть картины. Художник настаивает на чёткости лиц главных героев сцены. Итак, мы видим выражение страха, но также и поражение безрассудного Карла.
Несмотря на кровавое сражение, земля чистая, она освещает картину, как и небо, цветом, очень близким к охре.

## Критика
Картина «Битва при Нанси» считалась несовместимой с исторической правдой и подверглась критике, когда была представлена на Салоне 1834 года.

## Использование
Картина примечательна тем, что часто встречается в качестве обложки книг:
- Жерар Шалиан (редактор) (предисловие Люсьена Пуарье), Искусство войны в мировой истории: от древности до ядерной эры, University of California Press, 1994, 1072 стр.[3]
- первое издание 1997 года романа Пьера Нодена «Белые поля»[4].
- перевод на японский язык «Дуэлей Мартина Монестьера» 1999 г.[5].